# Ісидор Пелусіот
Іси́дор Пелусіо́т (грец. Ισίδωρος Πηλουσίου, ? — 450) — християнський чернець, ігумен та священник, учень Івана Золотоустого. Також відомий як Ісидор Пилусійський (грец. Ἰσίδωρος ὁ Πηλουσιώτης). Визнається Християнською церквою як святий.

## Біографія
Ісидор Пилусіот народився у багатій родині в єгипетському місті Александрії. Його вчителем був св. Іван Золотоустий. Ісидор, покинувши світські розкоші, поселився у пустелі неподалік міста Пелусій. Згодом він заснував монастир і став там ігуменом, а потім був висвячений на священника. Ісидор написав багато духовних повчань для ченців і декілька тисяч листів в обороні святої віри від впливу різних єресей.
Ісидор вплинув на Імператора Феодосія II у справі скликання III Вселенського Собору в Едессі 431 року. Багато терпінь зазнав від єретиків, але охоче зносив їх з любові до Христа. Помер Ісидор Пилусійський у глибокій старості 450 року.
День пам'яті — 4 лютого.

## Галерея

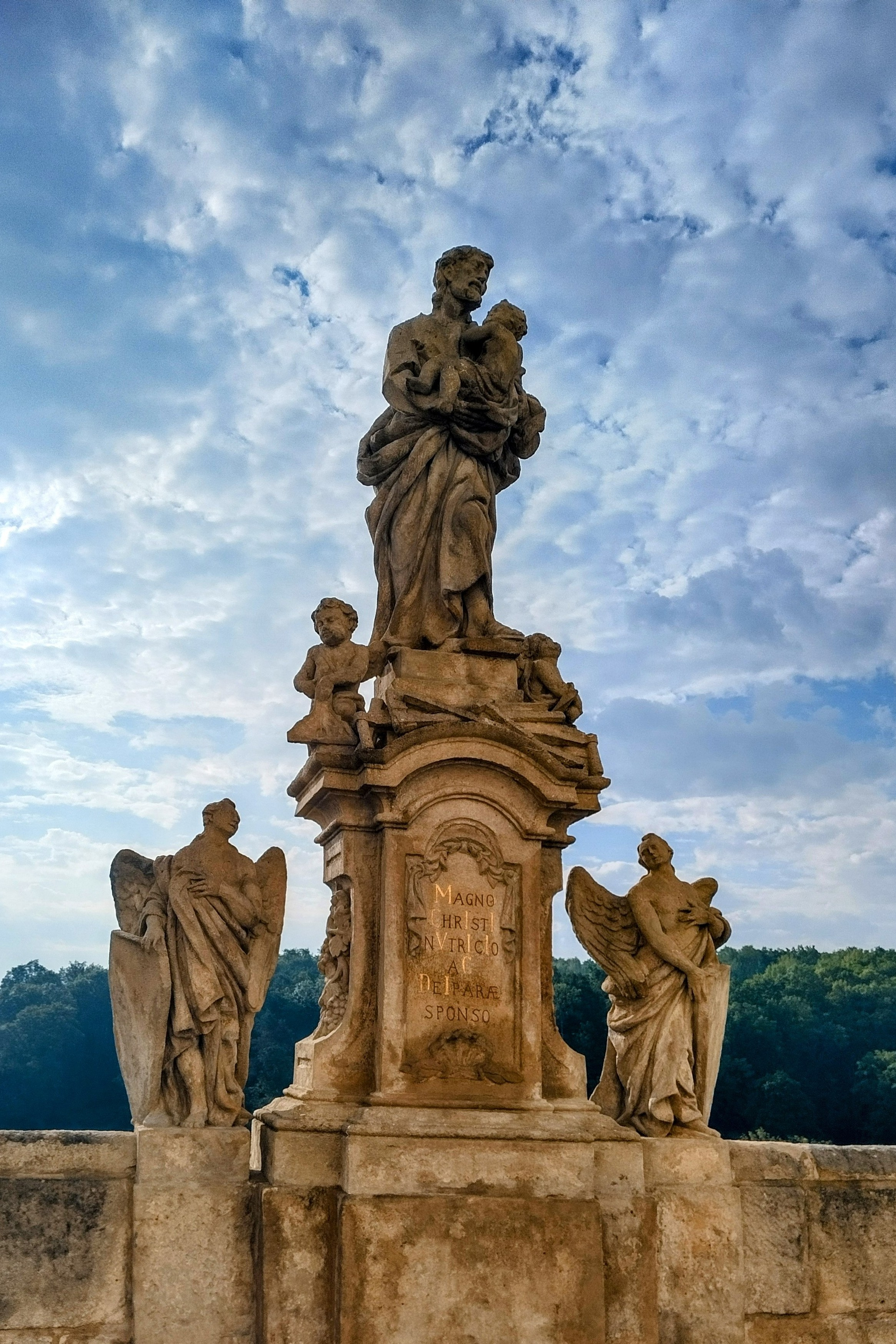
Статуя Св. Ісидора біля Єзуїтського колегіуму, Кутна Гора
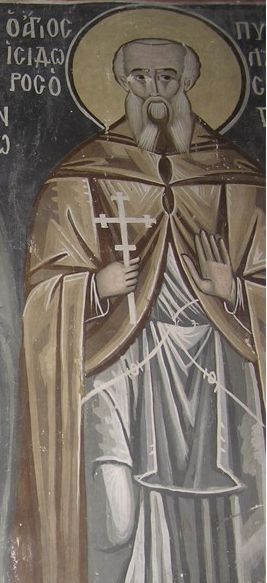
Ісидор Пилусійський. Фреска